# Sedlari (Republika Serbska)
Sedlari (cyr. Седлари) – wieś w Bośni i Hercegowinie, w Republice Serbskiej, w mieście Trebinje. W 2013 roku liczyła 7 mieszkańców.